# Копитарова триодь
Копитарова триодь (макед. Копитаров триод) — средневековая триодь на церковнославянском языке конца XIII века, написанная на северо-востоке современной Северной Македонии.

## Описание
Орфографо-лингвистические особенности подтверждают северо-восточное македонское происхождение рукописи, также записи в триоде указывают на его связь с важнейшим центром древнеболгарской культуры — монастырем Прохора Пчинского. Текст относится к старому изданию триода, без паремии и с вечерней на каждый день. Хранится в Национальной и университетской библиотеке Словении.